# 2項道路
2項道路（2こうどうろ）とは、建築基準法第42条第2項の規定により、「建築基準法上の道路」とみなされる道のことである。みなし道路や但し書き道路と表現する場合もある。

## 概要
2項道路は「42条2項道路」とも呼ばれる。都市計画区域および準都市計画区域内にある、幅員4メートル未満の道のうち、特定行政庁の指定したものを建築基準法上の道路とみなす処置がとられる。
建築基準法では、（原則）建物の敷地は幅員4メートル以上の道路に接している必要があり、その要件を満たさないと建築は認められない（接道義務）。しかし、古くからある既成市街地では4メートル未満の道が多いため、沿道の建物がほとんど既存不適格となり、建替え不可（建築確認が下りない）となってしまう。2項道路は、（原則）道路の中心線から水平距離2メートル後退（セットバック）した線を道路の境界線とみなすことによって、建替えを認めることにした緩和規定である。
2項道路に面した敷地に建築を行う場合は、原則としてその中心線から2メートル後退しなければならない。ただし道路の反対側が川や崖等の場合は境界線から4メートル後退する。例えば、幅2.7メートル（1間半＝9尺）の道の両側に家が建ち並んでいて、2項道路に指定されている場合は、建替える際に敷地境から0.65メートル後退しなければならない（そのかわり再建築が認められる）ことになる。なお、後退部分は建ぺい率・容積率を算定する際、敷地面積に含めることはできない。
2項道路を含む土地取引の広告を行う場合、不動産の表示に関する公正競争規約により、広告にその旨を表示し、セットバックを要する面積がおおむね10 %以上である場合は、合わせてその面積を明示しなければならない。
2項道路は（自治体によって）細街路（さいがいろ）あるいは狭隘道路と呼ばれる。公共事業として細街路（狭あい道路）拡幅整備事業などが行われ、後退する部分を建築主と行政で協議のうえ道路として整備することができる場合がある。拡張整備された道は、沿道の通風や採光も改善され、防災面でも良好な環境づくりに役だつ。一方で、緊急車両の小型化及び建材の機能向上により、絶対的な必要性も失われつつあり、昔ながらの路地空間を保持するうえでは障害となることもある。

### 経緯
建築基準法の前身にあたる市街地建築物法（大正8年4月5日法律第37号）では、9尺（約2.7メートル）以上の道に面していることが最低条件とされていた。1938年（昭和13年）の法改正では原則4メートル以上と改正されたが、一定条件のもとに緩和規定もあった。また、市街地建築物法の適用は大都市に限られていた。こうした経緯もあり、第二次世界大戦後、建築基準法の制定当時、既に市街化が進んでいる地域では4メートル未満の道が数多く存在する状態であった。
建築基準法の制定時には、2項道路に指定することにより、（原則として）中心線から2メートルの敷地の部分には建築物を建築できなくなるから、建築物の個別更新（建替え）の際に、順次、2項道路両側の建築物が後退し、いずれ4メートル幅の道が確保されると想定されていた。
行政庁は建築基準法の施行日である1950年（昭和25年）11月23日（都市計画区域に指定されていなかった区域については指定された日）時点で、既に建築物が立ち並んでいる幅員4メートル未満の道を2項道路として扱っている。

## 判例
- 2項道路の指定を受け現実に開設されている道路を通行することについて日常生活上不可欠の利益を有する者は、当該道路の通行をその敷地の所有者によって妨害され、又は妨害されるおそれがあるときは、敷地所有者が右通行を受忍することによって通行者の通行利益を上回る著しい損害を被るなどの特段の事情のない限り、敷地所有者に対して当該妨害行為の排除及び将来の妨害行為の禁止を求める権利（人格権的権利）を有する。
2項道路の指定を受け現実に開設されている道路にその敷地所有者が自動車の通行の妨げとなる金属製ポールを設置した場合において、当該道路が専ら徒歩又は二輪車による通行に供されてきた未舗装のものであり、右道路に接する土地の所有者は、同土地を利用しておらず、賃貸駐車場として利用する目的で右ポールの撤去を求めているにすぎないなど判示の事実関係の下においては、同土地の所有者は、当該道路を自動車で通行することについて日常生活上不可欠の利益を有しているとはいえず、敷地所有者に対して人格権的権利に基づき右ポールの撤去を求めることはできない（最判平12.1.27）。
- 被告の所有する土地が2項道路に当たるとして同土地周辺の建物所有者である原告らが提起した人格権的権利に基づき同土地上の工作物の撤去を求める訴訟において、被告が同土地が2項道路であることを否定することは、被告が、建物を建築するに際し、同土地が2項道路であることを前提に建築確認を得、同土地に幅員4メートルの道路を開設し、その後5年以上同土地が2項道路であることを前提に建物を所有してきた上、同土地は公衆用道路として非課税とされているという事実関係の下では、信義則上許されない（最判平18.3.23）。個人所有地をその所有者が自由に利用する事よりも、その狭隘道路を日常生活上不可欠なものとして通行する者たちの利益の方が優先するとの判断である。
- 特定行政庁による2項道路の指定は、それが一括指定の方法でされた場合であっても、個別の土地に対してその本来的な効果として具体的な私権制限を発生させるものであり、個人の権利義務に対して直接影響を与えるものということができる。したがって、告示により一定の条件に合致する道を一括指定する方法でされた2項道路の指定も、抗告訴訟の対象となる行政処分に当たる（最判平14.1.17）。

## 問題点など
2項道路は建築基準法上の接道要件に関する、想定上の「みなし道路」である。建築基準法そのものには、4メートル未満の道を具体的に拡幅させる規定はなく、建替えの場合に建築物を後退させる義務はあっても、既存の垣根やブロック塀等を撤去したり、道路を築造したりする義務はない。このため、結局道は広がらないままである。建築基準法の施行から60年以上経過したが、敷地所有者が自主的にセットバックしたり、公共事業により拡幅された事例はあるにしても、現実には今なお4メートル未満の道が多数残っている。元々狭い敷地が削られてしまうことを嫌い、建替えでなく、改修を重ねて凌いでいる建物も多い。ただし、仲介売買や譲渡などで人の手に渡ることになる際には、売買等の成立を目指す必要上拡幅の必要が生じる。
戦前からの木造住宅（現在の耐火基準に適合しない）が密集したままの事例も多く、自動車の通行や防災面からは課題となっている。一方、自動車が入りにくいため事故も少なく安心して通れるとして、住民自身は日常生活上、不自由を感じていない場合もある。

## 相続税財産評価
相続税・贈与税の課税価格の計算において、2項道路に面しており将来建物の建替えや増改築を行う際にセットバックをする必要のある宅地は、そのセットバックをする必要がある部分について、70%相当額を控除した価額をもってその宅地を評価する。宅地として利用する際にはセットバックが必要となる市街地農地等についても、この考え方を準用する。